# Kanton Saint-Martory
Kanton Saint-Martory (francouzsky Canton de Saint-Martory) je francouzský kanton v departementu Haute-Garonne v regionu Midi-Pyrénées. Tvoří ho 12 obcí.

## Obce kantonu
- Arnaud-Guilhem
- Auzas
- Beauchalot
- Castillon-de-Saint-Martory
- Le Fréchet
- Laffite-Toupière
- Lestelle-de-Saint-Martory
- Mancioux
- Proupiary
- Saint-Martory
- Saint-Médard
- Sepx